# エルドライブ【elDLIVE】
『エルドライブ【ēlDLIVE】』（エルドライブ）は、天野明による日本の漫画。『ジャンプLIVE』（集英社、以下『LIVE』）の看板作品であり、『少年ジャンプ+』（集英社、以下『J+』）創刊作品でもあった。

## 概要
男子中学生が宇宙警察エルドライブで活躍する警察活劇。紙媒体と違うことをやりたいという考えのもと、アプリ（ウェブ）・単行本の全ページに作者自身が着色したフルカラーのウェブコミック。
『LIVE』の看板作品として連載を開始した。『LIVE』は不定期配信であったため、単行本1冊分ごとに「Season」という単位に分け、Seasonごとのネーム（100ページ以上）をまとめて製作した。Season2では、3日おきに配信が行われた。
その後、創刊された『J+』に移籍し、2014年9月22日（創刊日）よりSeason3として毎週月曜更新で連載された。Season3終了後は一時休載し、代わりに過去話がアンコール配信された。2015年2月2日よりSeason4が隔週で毎週月曜更新で連載された。Season4終了後は再び休載期間に入り、2015年8月3日よりSeason5が開始された。これ以降は基本的に毎月第一月曜日更新（例外あり）。2018年7月は休載。
単行本1巻の売上は編集部の予想を上回り、早い段階で重版もかかった。3巻は『J+』で最初に発売された単行本の一つとなった。単行本2巻以降では、J+掲載作の数話分の話を一纏めにし、1話に編集されている為、扉絵等がカットされる等の大幅な加筆修正が行われている。
『週刊少年ジャンプ』（集英社）2015年10号に読切が出張掲載された。扉以外はモノクロだったが、後にフルカラーとなって『J+』で改めて配信された。
2016年3月3日にテレビアニメ化が発表され、2017年1月から3月にかけて全12話で放送された。
2018年11月5日更新分をもって、最終回を迎え約5年間の連載を終えた。

## ストーリー
中学生九ノ瀬宙太は他の誰にも聞こえない「声」が聞こえる。それに反応して唐突に喋ることから、事情を知らない周りの人からは独り言の多い、変わり者扱いされていた。そんなある日、宇宙警察・エルドライブからスカウトされてしまう。当初は難色を示していたが、宙太の同級生である美少女・其方美鈴に挑発され、採用試験を受け無事に合格する。エルドライブに入った宙太は「声」の正体である共生体ドルーや其方らと共に様々な犯罪者たちと対峙し成長していく。

## 登場人物
声優は、アニメ版のもの。

### 主要人物
九ノ瀬 宙太（ここのせ ちゅうた）
声 - 村瀬歩
本作の主人公。城堀中学校2年の男子生徒。エルドライブ捜査2課の巡査。身長158cm、体重48kg、誕生日は7月20日、血液型はO型。好きなものはミミおばさん・新しいレシピ・浅間神社、嫌いなものは昔の自分・ドルーの落語・目薬。
一人称は「僕」だったが、物語後半以降から「俺」に変わった。しばしば他人には聞こえない声に応えているため、声が聞こえない周囲から独り言が多い変わり者扱いされていた。過去のトラウマによってネガティブで消極的な性格になったため、人と打ち解けることが出来ず友達も殆ど居なかった。エルドライブに入ってからは、其方やドルーたちと共に犯罪者たちと戦い、少しずつ自信を取り戻していく。
両親とは死別しており（作中では死因等は一切明かされておらず詳細不明）、現在は叔母のミミの元で暮らしている。家事が苦手な彼女に代わって家事を行っているため家庭科が得意である。雑巾縫いは、家庭科の先生が敵わないほど。
美鈴とは上述の能力がもとで当初は折り合いが悪く、事あるごとに衝突していたが、数々の事件を通じて互いに異性として意識していくようになる。
ドルー
声 - 釘宮理恵
宙太にだけ聞こえる声の主。宙太が命名。正体は共生体（モニタリアン）と呼ばれる生物であり、個体名は第四世代共生体水惑星対応ドゥルーブリットTYPE390（だいよんせだいモニタリアンみずわくせいたいおうドゥルーブリットタイプ390）。
内気な宙太とは対照的に好奇心旺盛な性格。姿は皆に見えるが、声は宙太だけが聞くことが出来る。やや言動が尊大。宙太とは二心同体であるため、片方が苦しめばもう片方が苦しみ、宙太が自信を無くすとドルーの姿が薄くなる。宙太とイメージを共有して強力な攻撃をすることもできる。
season3で、一時瀕死状態に陥るが、パワーアップして復活し、姿も少し変わった。
其方 美鈴（そのかた みすず）
声 - 早見沙織
本作のヒロイン。宙太の通う中学の同級生で、テニス部に所属している。エルドライブ捜査2課の巡査。誕生日は12月12日。
容姿端麗で運動神経抜群。冷静沈着で、基本的に敬語で話すが、毒舌な一面がある。口癖は「跡形もなく」。エルドライブの任務に対しては非常に忠実である。当初はかなり冷めた性格をしていたが、話しが進むにつれて、次第に感情を表すことが多くなっていく。
宙太をスカウトするためにしばらくの間、観察していた。宙太に対しては辛く当たることが多く、当初は彼のエルドライブ入りに反対していたが、数々の事件解決に宙太が関わったことで、彼の見方を改め始め出した。だがそのせいで彼からSPHが臭いと言って鼻栓をしなければならなくなるまでになるが、本当の原因は無意識に成長していく宙太に嫉妬を抱いて、嗅覚機能に異常をきたしていただけで、その原因を突き止めたDr.ラヴの説明を聞きショックを受けた。
鋭い切れ味を誇るリング型のSPHを使用。戦闘時は制服が開いてレオタードと羽状に変化する。
実は「タクラマカン計画」の後遺症によって薬を服用しなければならない体になっており、肉体のバランスや過去の記憶に障害を負っている。そのことを知っているのは、宙太・ドルー・レイン・イサク教授などエルドライブ関係者でもごく一部に限られる。Dr.ラヴ曰く、「自身なら後遺症も、記憶も回復させることが出来る」らしいが、エルドライブ上層部はそれを拒んでいる模様。

### エルドライブ

#### 太陽系方面署
レイン・ブリック
声 - 鈴木達央
エルドライブ太陽系方面署の署長。身長180cm、体重70kg、誕生日は6月11日、血液型はB型。好きなものは餡子・コンビニでのお菓子チェック・部下、嫌いなものは睡眠不足・上司に思ったことが言えない自分。
右目に眼帯をした銀髪の青年。眼帯の下には、特殊な義眼を埋め込んでいる。キャタピラの付いた寝袋で寝るなど少々変わり者なところもあるが、署員達からは慕われている。ベロニカ等と同じく、人間に近い容姿をしている。地球の菓子が好物。
アニメでは、ヴェガの父親を尊敬していたこともあり、彼がデミルのスパイだと宙太が報告しても最初は信じられずにいた。
elDLIVE職員になる前は宇宙の海賊の棟梁だった。
アニメでは彼と、リッグス・トントをメンバーにボウリング同好会を主催している。
メェル・リッグス
声 - 松田健一郎
エルドライブ太陽系方面署の副署長。身長212cm、体重118kg、誕生日は5月24日。好きなものは酒・署の仲間・副署長の業務、嫌いなものは二日酔い・仕事のミス。
年齢は38歳。黒色の硬そうな肌が特徴の男性。レイン署長の右腕として彼をサポートしている。
アニメではレイン主催のボウリング同好会のメンバー。
チップス
声 - 小林大紀
署員。階級は警部補。身長20〜40cm、体重3kg、誕生日は3月7日。好きなものは日本茶・美鈴・警察バッジ・休日のスポーツ観戦、嫌いなものはタイヤに絡まる髪の毛・始末書。
三つ目の小型の宇宙人。言葉の最後に「チュ」を付ける。宙太をスカウトするために派遣されたが、茶葉で酔っ払ってしまう一面も見られた。地球上で任務を遂行するときは、ぬいぐるみのふりをして、其方の腕に抱きついていることが多い。
元々は別の仕事に就いていて、理由は不明だが、脱サラして警察官に転職したらしい。
イサク教授
声 - あべそういち
エルドライブの医師。署員の健康管理・治療を行っている。
紫色の体でバイザーを付けている中年の宇宙人。署員の体調管理等を行っており、美鈴もよく世話になっている。
部屋では重力装置を切っているため、物が空中に散乱した状態になっているが、本人はその状態で位置を記憶している。
メリエス
声 - 伊原正明
署員。三日月型の宇宙人。
SPH調査室勤務。普段はアゴでコンピューターを操作している。
一応、腕もあるが本人曰く、美しくないとのこと。
シェロニモ
声 - 蜂須賀智隆
署員。二等巡査。口癖は「マカシェロ」。
署員を他の場所に転送させる転送係だが、口癖に反して腕は未熟で、上下が逆さまになった状態で送ってしまう。
マディガン
捜査課・第2課課長。身長183cm、体重73kg、誕生日は10月4日。好きなものは自分の生き方、嫌いなものは宿命。
本人は認めていないが、噂ではél文明圏最強と謳われ、あまりに特殊で創始者一族にしかつかえないとされた武術ウィドマックをつかっている。レインとは相性が悪く、本人曰く「レインからのイジメで冷凍睡眠（コールドスリープ）させられていた」らしい。其方は、「滅多に姿を現さない上、会ったら逃げたほうが良い」と言っていた。
ハリー
声 - ニーコ
署員。階級不明。
三角頭の小型の宇宙人。複数人いるが、呼び名は全員ハリーで統一されている。
トント・アート・トント
声 - 松井恵理子
署員。オペレーター。
ザスキー星人の猫型の女性。同僚のタロと婚約している。
年齢は26歳で身長は171cm。アニメではレイン主催の、ボウリング同好会のメンバー。
タロ
署員。狼男の様な宇宙人。同僚のトントと婚約している。
マクレーン
声 - 高橋未奈美
ベロニカ・ボロズウィック
声 - 飯田里穂
捜査第5課のリーダー・警部補。
クシュト星人の末裔の少女。身長154cm、体重45kg、誕生日は8月14日、血液型はB型。好きなものは裸で寝ること・カワイイ服・カワイイ物・運動・仲間・友達・家族、嫌いなものは美鈴に弱みを見せること・負けること・シラを切る犯人。
美鈴の同期。気の強い性格。足技が得意。髪に隠れていて、普段は見えないが小さな角が生えている。
其方にスパイ容疑がかけられた時、宙太と共にDr.ラヴを署まで連れ帰る任務を共同で行った時、当初宙太を頼りないお荷物的な見方をしていたが（彼と会う前からレイン署長からどういう人物かと聞いている）、彼の行動力により事件解決したことで、同じ署の同期として信頼するようになる。
過去の経緯から其方をライバル視しているが、大半はニノチカ共々、友達のような付き合いが多い。クシュト星人の血筋に強い拘りを持っており、重傷を負ったことが原因で純血でなくなったことを知り、かなりショックを受けていた。
season4で城堀中学校に編入する。
ニーナ・ミハイロヴナ・パーヴロヴァ
声 - Lynn
第5課の巡査。身長158cm、体重47kg、誕生日は11月20日、血液型はA型。好きなものは家族・仲間・子供の頃買ってもらったぬいぐるみ、嫌いなものは虫・露出の多い自分の戦闘服。
愛称はニノチカ。美鈴の同期。黒い長髪をしている。しおらしい性格。戦闘時等、SPHを使用する時は露出が激しくなり、その姿を恥ずかしがっているので、隠せる様に、髪を長く伸ばしている。しかし、ダリィ・ライムに遠隔操作SPHによって操られていた時に、宙太にその姿を見せてしまっている為、かなり後悔している様子。
地球人の身でエルドライブに選抜された宙太にはすごく興味を持っており、初対面からすぐに彼と馴染んでいる。
season4でベロニカと共に城堀中学校に編入する。
Dr.ラヴ（ドクター・ラヴ）
声 - 松岡禎丞、窪田吾朗（影武者）
「超天才の科学者」。身長170cm、体重61kg、誕生日は5月31日、血液型はB型。好きなものは研究・変わった生物・器官を生で触ること、嫌いなものは訳も無く殴られること（大抵後で自分の所為だと気づく）。
本名タクラマカン・ストレインジ・ラヴ。タクラマカン計画の開発責任者。年齢は500歳で、定期的に「肉体を再構築」し若い姿に戻っている。SPHや共生体の研究をしている。星によっては神や悪魔として扱われている。
宙太たちに助けられてからは、其方を助け、宙太とドルーを研究するために太陽系方面署に滞在する。ヴェガがデミルのスパイだと周囲がなかなか信じようとはしなかったが、戦国時代の草と呼ばれる忍びを例に出して宙太を援護した。
season4でベロニカ等と共に城堀中学校に編入する。学校では、田倉間缶 愛之助（たくらまかん あいのすけ）の偽名で通っているが、あまり使用しようとしない。
ヴェガ・ヴィクター
声 - 神谷浩史
アニメオリジナルキャラクター。エルドライブ捜査4課の課長。警部。
実はデミルのスパイ。身体にレコーダーと爆弾を仕掛けられてはいないが、それらの代わりに、母星の家族を人質に取られデミルに従っている。宙太と対決して敗れ死を選ぼうとするが、かつて宙太を襲った犯罪者に言った自分の言葉を宙太に告げられ、生きることを選んで逮捕された。その後、人質にされていた家族は、エルドライブによって無事に保護された。

#### 本部
キエシ
声 - 成田剣
エルドライブ警視官でレインの上司。髪から皮膚まで全身水色で、顔に装飾を付けている。
Dr.ラヴ・スカーレットとは古い仲。ラヴ曰く、昔は正義感のある警察官らしい人物だったらしいが、今の彼はエルドライブから滲み出た汚水の様だと言って、ひどく酷評している。

#### マザーズ
ベラルゴ
声 - 木内秀信
マザーズ直属、上級監察官。
強面の顔にナマズ髭で、レイン等太陽系方面署員を見下し、高圧的な態度を取るが、デミルの攻撃を受けた途端に即パニックになるほど本性は気弱。ドラグライン脱走事件でエルドライブにスパイがいる疑いが発生したため、それを調査するために派遣された。
ダリィ・ライム
声 - 大久保利洋
ベラルゴの部下の三つ目の宇宙人。スパイ事件の際に、ベラルゴと共に派遣され、エルドライブ署員の取り調べを行った。
その正体は其方の記憶を狙う宇宙犯罪者。遠隔操作系のSPHを使用し、目を合わせた人物を操れる。

### デミル
ボス（本名不明）
デミルのボス。
メンバーの体に組織の証のマークとレコーダーを埋め込み、昼夜、常に監視したり、失敗した者は容赦なく死の制裁を加える等、冷徹な性格。
溝口 健（みぞぐち けん）/ グッチー
声 - 近藤隆 、古城門志帆 (幼少)
デミル艦の艦長。B級注意人物の地球人。身長169cm、体重56kg、誕生日は4月12日、血液型はAB型。好きなものは幼馴染・部下、嫌いなものは仕事で悪事をすること。
宙太の幼なじみで、あだ名は「グッチー」。竹取山遭難事故で行方不明となり、死亡扱いされていた。事故で瀕死の重傷を負ったが、デミルに助けられて宇宙の医療技術で生存し、そのままデミルに加わりB級注意人物となる。そして城堀中学校に転入すると同時に、宙太をタイムカプセルを埋めた思い出の場所に案内するといきなりドルーを寄こせと脅しをかけてきた。しかも宙太のせいで崖から落ちて死にかけたんだと散々罵倒し、部下のセンとスンを使って其方を人質に取ったり、偶然居合わせた人達に爆弾を投げつけ爆死させるなど、過激な行動を取り宙太を追い詰めていた。だが、ドルーが体に刻まれたデミルの入れ墨と共に埋め込まれた盗聴器を壊したことですべては芝居だと告白し、宙太との再会を改めて喜んだ。その後、自分と同じように松太郎とミチヨの安否を、宙太はエルドライブで自分はデミルで2人を探すと言って其方の攻撃される隙に逃げ出し、また会うことを約束する。
アニメでは、竹取山の事件で自分だけが助け出された理由については、本人にも明かされていないとのこと。
少女（本名不明）
グッチーの部下の小学生ぐらいの大きさの少女。グッチーのことを艦長と呼び懐いている。
ジム
声 - 阪口大助
C級犯罪者。ガームッシュ星人。小柄だが、同郷のガームッシュ星人を4人殺害した凶悪殺人犯。
地球において、フーセンガムを万引きした。
セン/スン
声 - 田所陽向
C級犯罪者。ターセム星人。グッチーの部下の二人組。睡眠系のSPHを扱える。
デミルJr.
声 - 落合福嗣
アニメオリジナルキャラクター。デミルの太陽系方面総司令官。

### él文明圏外の者（ヘブンサイダー）
キング・ケーン
ヘブンサイダーのリーダー。身長184cm、体重77kg、誕生日は3月30日。好きなものは仲間・家族、嫌いなものはél文明圏とそこに住む者。
マッケイ以外のメンバー達から慕われており、自身もメンバーを大事にしている。
無敵生命体
宙太のドルー同様、生まれた時からキングを覆うように存在する、巨大なロボットの様な生命体。キング以外、一部の限られたものにしか、その姿は見えない。機嫌が悪いとキングの頭を痛くする為、彼からは「片頭痛」と呼ばれている。
マッケイ
ヘブンサイダーのサブリーダー。身長178cm、体重81kg、誕生日は2月5日。好きなものは富・名声・権力、嫌いなものは不潔な星・生意気な若者。
眼鏡をしたサラリーマン風の中年の男で組織のNo.2。ただし、元々は正式なメンバーではなく、計画に彼の存在が必要であるためにクーデターを起こす際に条件の一つとして、サブリーダー扱いでメンバーに加わった。その為、他のメンバーからは殆ど慕われていない。元政治家。両肩から縦に体が裂け、強力なレーダーを放つインベーダーのような姿になる事が出来る（顔はそのまま）。
アルバ
ヘブンサイダーのメンバー。身長186cm、体重80kg、誕生日は1月20日。好きなものはキング・夢を叶えること、嫌いなものは権力を振りかざす者。
長髪の男で実質組織のNo.2。ベロニカと過去に接触しており、その際にビルから身投げして、記録上は死亡したことになっていたが、生存していた。
チェリル
ヘブンサイダーのメンバー。身長170cm、体重54kg、誕生日は6月24日。好きなものはキング・アルバ・考えに行動が伴っている者、嫌いなものは口先だけの者。
容姿は女性だが、実のところ性別の概念はなく、環境によって自身の性別も変わるらしい。宙太に興味を抱いている。
ダーシム
ヘブンサイダーのメンバー。身長215cm、体重202kg、誕生日5月15日。好きなものはキング・神の教え、嫌いなものは神の教えに背く者。
水色の皮膚に、頭に枝が刺さったような見た目の大柄な男。
リィリ
ヘブンサイダーのメンバー。身長155cm、体重50kg、誕生日は3月1日。好きなものはキング・レトロ宇宙ファッション、嫌いなものは上から2番目の歯並び。
外見は目元を隠したロリータ風の少女だが、正体は一つ目に複数の口を持つ怪物の様な姿をしている。危険なウイルスを創造する能力を持つ。
トランボ
ヘブンサイダーのメンバー。身長156cm、体重53kg、誕生日は10月19日。好きなものはキング・悲鳴・命乞い・壮絶な眺め、嫌いなものはアルバ。
花束の様な髪形をした小柄の男。マッドサイエンティストで自身の発言により、周りからは「クズ科学者」呼ばわりされることが多々ある。理由は不明だが、アルバの事を嫌っており、メンバーで唯一、マッケイの肩を持つ様な発言をしている。
シャキオン
キングのペット。身長315cm、体重920kg、誕生日は11月24日。好きなものはキング・皆殺し、嫌いなものは暇。
宇宙に伝わる伝説の怪物。獰猛な性格だが、遥かに遠く離れた場所にいても、キングのSPHに反応し尻尾を振るほどキングには従順な性格をしている。

#### 関係者
キングの兄（本名不明）
キング達の指の印から姿がホログラムの様に浮かび上がる。キングの兄だが、キングとはあまり似ていない。作中ではすでに故人だが、死因等の詳細は不明。

### その他宇宙犯罪者
ボーチャー
声 - 松田健一郎
C級犯罪者。シャブロール星人。
地球人になりすまし、人間を捕食してきたシャブロール星人。性別は女性。表皮を硬化させ、変装できるSPHを持つ。女性教師「早乙女」になりすましていた。彼女の逮捕が、宙太の採用試験の課題となった。
早乙女（さおとめ）
声 - 伊藤静
地球人女性になりすましたボーチャーの姿。城堀中学校の新任教師。巨乳かつ美人であることから男子生徒に大人気だった。

ドラグライン
声 - 伊原正明
B級犯罪者。ローゼンバー星人。
カニの様な姿の宇宙人。無差別殺人を3度繰り返した凶悪犯。逮捕されエルドライブの留置所に入れられていたが、脱獄した。その事件がのちに、美鈴を皮切りに、エルドライブ全体を巻き込む事態となる。
SPHで外骨格を強化している。
ダリィ・ライム
マザーズ参照。
アーウィン・アレッジ
声 - 森久保祥太郎

### 関係者
九ノ瀬 ミミ（ここのせ みみ）
声 - 木村亜希子
宙太の叔母。身長163cm、体重53kg、誕生日は2月3日、血液型はO型。好きなものは元気な宙太・宙太の友達・ご近所付き合い・バーゲンセール、嫌いなものは誕生日を迎えること・税金・マフィンの原材料の値上げ。
商店街でマフィン屋を経営している。マフィン作りは天才的だが、それ以外の家事は雑巾もまともに縫えない程の苦手。甥である宙太を本当の子の様に大切に思っている。
ミチヨ
松太郎（まつたろう）
声 - 大井麻利衣（松太郎）
宙太とグッチーの幼なじみ。竹取山遭難事故で2人共現在行方不明となっている。遺体は発見されておらず、グッチーは自分と同じく、宇宙で生存していると推測している。
推測通り、のちに松太郎はエルドライブ本部の強襲部隊隊員として登場する
スカーレット
Drラブ、キエシの知人の女性。
タテヤン（本名不明）
声 - 陶山章央
宙太のクラスメイト。フレンドリーな性格で、クラスで孤立していた宙太にも気軽に話しかけ、後に友人となる。少しスケベなところがあり、それが原因で早乙女（ポーチャー）の色仕掛けに引っかかった。
グッチーの母
声 - 早水リサ
本名不明。グッチーの母親で、子を失った悲しみから、事故で唯一生き残った宙太に責めかけていた。

### その他の登場人物
早川 雪宗（はやかわ ゆきむね）
最初は名前だけの登場だったが、終盤で容姿が描かれた。ミミが名刺を密かに持っており、宙太にも存在を秘密にしており、ミミとの関係等は不明だったが、後にミミと結婚して、子供も出来た。

## 用語
共生体（モニタリアン）
他の生物に寄生し、僅かなエネルギーを貰うことで生きている人工生命体。
40億年以上前に栄え、現在は滅んだ惑星グリフィスのグリフィス星人が、他の惑星の生体・文明を調査する目的で作り出した。本来姿を現すことはない。
寄生主が死にそうになると、自動的に新たな寄生主を求め動きだす。
ドルーは現在まで生き残った個体で、レイン曰く、独自の進化した可能性があるらしい。
スペース・フェロモン（SPH、Space Pheromone）
攻撃から防御まで様々な用途に使える生命の特殊な分泌物。エルドライブの職員たちはこのSPHを利用して任務を遂行している。
現在の地球の科学では存在は確認されておらず、一部では暗黒エネルギーとも呼ばれている。
使用者それぞれ性質・能力は異なる。出身地によっても得意な力がある模様。強弱もあり、ものによっては高い科学技術には通用しない場合もある。

### エルドライブ関連
エルドライブ（ēlDLIVE）
宇宙の平和を守るため活動している宇宙警察。
太陽系方面署・ドラコ署等、宇宙の各地に支部がある。宙太の様に、資質のある者をスカウトすることもあるが、基本は地球と同じく警察学校がある。交通課・捜査課があるなど、階級や組織等は地球の警察と同じような造りになっている。宙太や美鈴達は太陽系方面署に所属している。
メンバーは任務了解時等には「ヨーヨーサー」と発しながら敬礼する。
ジャンルノR（アール）
太陽系方面署の宇宙船の船名。

手錠
署員に支給される備品のひとつ。犯人逮捕に使用される。
バッジ
署員に支給される備品のひとつ。署員の証で警察手帳のようなもの。トランシーバーの様に無線機能を内蔵している。DNA認証機能付きで、個人専用になっている。
宇宙服
宇宙船から外の宇宙空間に出る際に必要。地球人でなくても、これが無いと宇宙空間では呼吸が出来ずに窒息する。内蔵されている酸素には限りがある。穴が開けば、当然漏れる。
翻訳チップ
エルドライブ内部の空気中に無数に蒔かれている、目に見えない程の超小型のチップ。呼吸する事で、空気と共に体内に入り、署員たちの会話を自動的に翻訳してくれる。
宇宙ゴケ
その名の通り、宇宙の苔。艦内に生息している。それぞれに顔があり、意思もある模様だが、署員ではない。

### マザーズ関連
マザーズ
宇宙中のネットワークで構成された、「宇宙最高の叡智」と呼ばれる思惟システム。しかし、近年では、長い歳月と共に徐々に劣化し始めて、機能も衰退してきている。
マザーズ直属監察官
エルドライブを監視する者。マザーズよりエルドライブ外部から選ばれ、不祥事・内部犯罪の処理、会計監査等を担当する。
タクラマカン計画
かつてラヴ教授を中心に行われた計画。体内に他の個体からSPH生成器官を移植し、人格の修正を試みるものだが、実験結果は失敗し、大勢の死者を出した。其方も被験者の一人だったが、計画が失敗した事で後遺症を持つことになる。理由は不明だが、ベラルゴは被験者の1人である其方を犯罪者呼ばわりしており、関係者全員が罪に問われるような違法な実験だった模様（一方の其方は、記憶がない為に不問となっているらしい）。彼女の失われた記憶には重大な秘密があるらしいが、詳細不明。
実のところ、ラヴは後遺症を治すことが可能らしいが、エルドライブ上層部はそれを望んでおらず、それどころか、治すことをも拒んでいる模様。

### 星（星人）
グリフィス星
40億年以上前に栄えていた星で、ドルーら共生体を生み出した。現在では滅んでしまっている。
ガームッシュ星
体の組織が地球のガムに似ており、ガムがエネルギー源となり、強壮剤となる。
シャブロール星
ボーチャーの故郷。肉食の宇宙人の住む星。
ローゼンバー星
ドラグラインの故郷の星。
ターセム星
セン・スンの故郷の星。睡眠系のSPHを使う。
クシュト星人
かつてボウラ銀河に武力で平和をもたらした人型の種族。クシュト星人の遺伝子は「勝利の遺伝子」と呼ばれている。
ベロニカは現在では珍しい純血のクシュト星人の末裔であったが、作中で重傷を負い、Dr.ラヴによって人工臓器を組み込まれた為、完全な純血ではなくなってしまったと落胆した。
ザスキー星
トントの故郷の星。名前以外詳細は不明。

### その他の用語
デミル
宇宙中で暗躍する巨大犯罪組織。
構成員には組織のマークが体に刻み付けられており、失敗した者は容赦なく殺され、見せしめにその場に同じマークが残る。
メンバーの体内にはレコーダーが埋め込まれており、言動を絶えず記録し監視されている。
él文明圏外の者（ヘブンサイダー）
その名の通り、él文明圏に属さない者たち。デミルに続く第三勢力。宙の設計図を探すことを目的としており、目的のためなら手段を択ばない。
竹取山
小学生の頃の宙太達が遠足で行った山。
竹取山遭難事故
過去に竹取山での事故。宙太・グッチー・ミチヨ・松太郎の4人が自由時間に団体から離れた際、突如土砂崩れが発生し、宙太以外の3人が巻き込まれてしまった。遺体は発見されず、荷物等も出てこなかったが、記録上は3人とも死亡扱いとされている。
城堀中学校
宙太達が通う中学校。男女共学校。話の都合により作中では、度々転校生が来ていた。
タイムカプセル
遭難事故前に宙太達が埋めたタイムカプセル。当初はグッチーの転校に伴い、グッチーとの思い出作りで行われる予定だったが、転校の話は無くなった為、普通に4人の思い出作りとして行われた。
宙の設計図（そらのせっけいず）
ヘブンサイダーが探している、この宇宙を創造に関わるもの。

## 担当編集者
1. 籾山悠太 - 『LIVE』連載時点[1]。

## 書誌情報
- 天野明 『エルドライブ【ēlDLIVE】』 集英社〈ジャンプ・コミックス〉、全11巻
  1. 2013年12月4日発売[集 1]、ISBN 978-4-08-870887-4
  2. 2014年5月2日発売[集 2]、ISBN 978-4-08-880116-2
  3. 2015年2月4日発売[集 3]、ISBN 978-4-08-880288-6
  4. 2015年8月4日発売[集 4]、ISBN 978-4-08-880537-5
  5. 2016年3月4日発売[集 5]、ISBN 978-4-08-880595-5
  6. 2016年8月4日発売[集 6]、ISBN 978-4-08-880768-3
  7. 2016年12月31日発売[集 7]、ISBN 978-4-08-880897-0
  8. 2017年7月4日発売[集 8]、ISBN 978-4-08-881130-7
  9. 2018年2月2日発売[集 9]、ISBN 978-4-08-881352-3
  10. 2018年8月3日発売[集 10]、ISBN 978-4-08-881545-9
  11. 2019年1月4日発売[集 11]、ISBN 978-4-08-881707-1

## テレビアニメ
2017年1月から3月にかけてTOKYO MX、BS11、読売テレビ、中京テレビ、福岡放送、札幌テレビにて放送された。2016年7月28日、作者の前作「家庭教師ヒットマンREBORN」とのコラボアニメの制作が発表され、8月4日より公開された。
なお、アニメでのエルドライブの世界は、作者の前作である『家庭教師ヒットマンREBORN!』の世界と繋がっている設定のため、所々リボーンのネタが登場している。
全12話。当時は原作がまだ連載中だったため、ラストはアニメオリジナルストーリーで締めくくられた。
2016年12月11日、第一話の先行上映会が、東京・ユナイテッド・シネマ豊洲で行われた。

### スタッフ
- 原作 - 天野明（集英社『少年ジャンプ+』連載）
- 監督 - 古田丈司
- 助監督 - 田中智也
- シリーズ構成・脚本 - 竹内利光
- キャラクターデザイン・総作画監督 - HAN SEUNGAH
- サブキャラクターデザイン - 松井啓一郎
- プロップデザイン - 阿萬和俊
- 美術監督 - 田村せいき
- 美術設定 - 谷内優穂
- 色彩設計 - 垣田由紀子
- 撮影監督 - 長田雄一郎
- CGディレクター - 宮原洋平
- 編集 - 坂本久美子
- 音響監督 - 高寺たけし
- 音楽 - 高梨康治
- 音楽制作 - 徳間ジャパンコミュニケーションズ
- 音楽プロデューサー - 品川致審
- プロデューサー - 川崎夏子、陳怡宏、松井将司、富永禎彦、胥嫚真、Julien Vig、徐志薇
- アニメーション制作 - studioぴえろ
- 製作 - 「エルドライブ」製作委員会（YTE、Tencent Japan、集英社、ぴえろ、ディーライツ）

### 主題歌
「Our sympathy」
+α/あるふぁきゅん。によるオープニングテーマ。作詞はUiNA、作曲は小高光太郎とUiNA、編曲は小高。第12話では挿入歌として使用された。
「キミノコエガ…。」
The Super Ballによるエンディングテーマ。作詞・作曲はThe Super Ball、編曲はsoundbreakers。第1話、第11話は未使用。

### 各話リスト
| 話数   | サブタイトル                       | 脚本     | 絵コンテ     | 演出         | 作画監督                                    | 総作画監督             | Bパートアイキャッチ              |
| ------ | ---------------------------------- | -------- | ------------ | ------------ | ------------------------------------------- | ---------------------- | -------------------------------- |
| 第1話  | 宙太と声と採用試験                 | 竹内利光 | 古田丈司     | 田中智也     | HAN SEUNGAH、武智敏光 沼田くみ子            | HAN SEUNGAH            | 九ノ瀬 宙太                      |
| 第2話  | スーパー・クール・スペース・ガール | 竹内利光 | 古田丈司     | 松本マサユキ | 阿部達也、北村晋哉 HAN SEUNGAH              | HAN SEUNGAH            | 其方 美鈴                        |
| 第3話  | 万引き犯を追え！                   | 竹内利光 | 田中智也     | 鈴木孝聡     | 小澤円、日高真由美                          | 沼田くみ子             | レイン・ブリック                 |
| 第4話  | 過去からの追撃者・その1            | 竹内利光 | 大久保朋     | 大久保朋     | 山崎展義、HAN SEUNGAH 沼田くみ子、北村晋哉  | たかぎじゅん           | ドルー                           |
| 第5話  | 過去からの追撃者・その2            | 竹内利光 | 黒川智之     | 黒川智之     | 阿部達也、沼田くみ子                        | 沼田くみ子             | チップス・オ・トゥール           |
| 第6話  | シンジラレルモノ・その1            | 加藤還一 | 田中智也     | 田中智也     | 小泉孝司、大久保美香                        | HAN SEUNGAH            | ベロニカ・ボロズウィック         |
| 第7話  | シンジラレルモノ・その2            | 竹内利光 | 松本マサユキ | 松本マサユキ | 香西千海、野澤吉樹                          | 山本航                 | ニノチカ                         |
| 第8話  | シンジラレルモノ・その3            | 竹内利光 | 古田丈司     | 朝倉カイト   | 阿萬和俊、高柳久美子                        | HAN SEUNGAH            | タクラマカン・ストレインジ・ラヴ |
| 第9話  | 美鈴の嘘                           | 加藤還一 | 金森陽子     | 山本貴之     | しまだひであき、細田沙織 谷口繁則           | 沼田くみ子             | トント リッグス                  |
| 第10話 | あの顔をつかまえろ                 | 加藤還一 | 田中智也     | 鈴木孝聡     | 阿部達也、北村晋哉 たかぎじゅん             | HAN SEUNGAH            | マクレーン イサク メリエス       |
| 第11話 | キミノコエガ…                      | 竹内利光 | 古田丈司     | 黒川智之     | 小澤早依子、小泉孝司 大久保美香、沼田くみ子 | 沼田くみ子             | ヴェガ・ヴィクター               |
| 第12話 | Our sympathy                       | 竹内利光 | 古田丈司     | 田中智也     | HAN SEUNGAH、高柳久美子 阿萬和俊、松井章    | HAN SEUNGAH 高柳久美子 | ジャンルノR                      |

### 放送局
| 放送期間                | 放送時間                     | 放送局     | 対象地域   | 備考                  |
| ----------------------- | ---------------------------- | ---------- | ---------- | --------------------- |
| 2017年1月8日 - 3月26日  | 日曜 22:00 - 22:27           | TOKYO MX   | 東京都     |                       |
| 2017年1月10日 - 3月28日 | 火曜 2:04 - 2:34（月曜深夜） | 福岡放送   | 福岡県     |                       |
|                         | 火曜 3:00 - 3:33（月曜深夜） | 読売テレビ | 近畿広域圏 | 『MANPA』第3部        |
| 2017年1月11日 - 3月29日 | 水曜 2:34 - 3:04（火曜深夜） | 札幌テレビ | 北海道     |                       |
|                         | 水曜 3:00 - 3:30（火曜深夜） | BS11       | 日本全域   | BS放送 / 『ANIME+』枠 |
| 2017年1月12日 - 3月30日 | 木曜 3:16 - 3:46（水曜深夜） | 中京テレビ | 中京広域圏 |                       |

| 配信期間                | 配信時間           | 配信サイト |
| ----------------------- | ------------------ | --- |
| 2017年1月11日 - 3月29日 | 水曜 12:00 更新    | Hulu dTV ゲオチャンネル U-NEXT アニメ放題 J:COMオンデマンド milplus auビデオパス GYAO!ストア ひかりTV ふらっと動画 Rakuten SHOWTIME 楽天ダウンロード 日テレオンデマンド DMM.com バンダイチャンネル ニコニコ動画 ビデックスJP [ 11 ] アクトビラ GIGA.TV Happyアニメ動画 ビデオマーケット ムービーフルPlus グーグルプレイムービー |
|                         | 水曜 23:00 - 23:26 | AbemaTV 新作TVアニメch |
| 2017年1月12日 - 3月30日 | 木曜 12:00 更新    | TSUTAYA TV |
| 2017年1月15日 - 4月2日  | 日曜 22:30 - 23:00 | ニコニコ生放送 |
| 2017年1月18日 - 4月5日  | 水曜 12:00 更新    | GYAO! PS store |

### BD / DVD
| 巻 | 発売日        | 収録話         | 規格品番  | 規格品番  |
| 巻 | 発売日        | 収録話         | BD        | DVD       |
| -- | ------------- | -------------- | --------- | --------- |
| 1  | 2017年3月29日 | 第1話 - 第4話  | TKXA-1121 | TKBA-5351 |
| 2  | 2017年5月17日 | 第5話 - 第8話  | TKXA-1122 | TKBA-5352 |
| 3  | 2017年6月28日 | 第9話 - 第12話 | TKXA-1123 | TKBA-5353 |

### Webラジオ
『エルドライブ【ēlDLIVE】〜ジャンルノRadio〜』は、2017年1月12日から3月23日まで音泉にて隔週木曜に配信された番組。全6回。パーソナリティは九ノ瀬宙太役の村瀬歩とチップス役の小林大紀。